# Manuel Panaro
Manuel Panaro Miramón (Bolívar, 28 dicembre 2001) è un calciatore argentino, attaccante del Gimnasia (LP).

## Carriera
Cresciuto nel settore giovanile dell'Aldosivi, debutta in prima squadra il 12 marzo 2021 in occasione dell'incontro di Coppa di Lega argentina perso 2-1 contro il Central Córdoba (SdE).

## Statistiche

### Presenze e reti nei club
Statistiche aggiornate al 18 novembre 2021.
| Stagione        | Squadra         | Campionato      | Campionato | Campionato | Coppe nazionali | Coppe nazionali | Coppe nazionali | Coppe continentali | Coppe continentali | Coppe continentali | Altre coppe | Altre coppe | Altre coppe | Totale | Totale |
| Stagione        | Squadra         | Comp            | Pres       | Reti       | Comp            | Pres            | Reti            | Comp               | Pres               | Reti               | Comp        | Pres        | Reti        | Pres   | Reti   |
| --------------- | --------------- | --------------- | ---------- | ---------- | --------------- | --------------- | --------------- | ------------------ | ------------------ | ------------------ | ----------- | ----------- | ----------- | ------ | ------ |
| 2021            | Aldosivi        | PD              | 4          | 0          | CA+CdL          | 0+2             | 0               |                    | -                  | -                  |             | -           | -           | 6      | 0      |
| Totale carriera | Totale carriera | Totale carriera | 6          | 0          |                 | 2               | 0               |                    | 0                  | 0                  |             | -           | -           | 6      | 0      |